# Зуевская (Кировская область)
 Зуевская — деревня в Кировской области. Входит в состав муниципального образования «Город Киров»

## География
Расположена на расстоянии примерно 7 км по прямой на запад-северо-запад от железнодорожного вокзала станции Киров.

## История
Известна с 1671 года как починок Рябовской с 1 двором, в 1764 (деревня Рябевская) 19 жителей, в 1802 (Рябовская тож Кортомьская и Павловская) 12 дворов. В 1873 году здесь (Рябовская или Зуевская) дворов 22 и жителей 189, в 1905 (Рябовская или Зубаревская) 10 и 64, в 1926 (Зуевская или Рябовская) 12 и 71, в 1950 (Зуевская) 16 и 68, в 1989 44 жителя. Административно подчиняется Октябрьскому району города Киров.

## Население
Постоянное население составляло 32 человека (русские 84%) в 2002 году, 34 в 2010.